# Wouter Benard
Wouter Benard (* 20. Jahrhundert), auch Bernard, ist oder war ein niederländischer Bankier. 
Benard war mit der niederländischen Zentralbank De Nederlandsche Bank beruflich verbunden und arbeitete für den International Monetary Fund (IMF). Er trug zur Gründung der namibischen Zentralbank zur Unabhängigkeit Namibias bei. Benard war von 1990 bis 1991 der erste Gouverneur der Bank of Namibia und trat auf Druck von Finanzminister Otto Herrigel zurück.